# Philipp Plein
Philipp Plein (Múnic, 16 de 16 de febrer de 1978) és un dissenyador de moda alemany, fundador del Philipp Plein International Group, que inclou les marques Philipp Plein, Plein Sport i Billionaire.
Després d'acabar els seus estudis a l'internat Gymnasium Schloss Salem del llac de Constança, va estudiar a la Friedrich-Alexander University d'Erlangen. Els seus pares el van contribuir en el seu gran interès per l'art amb nombrosos viatges i visites a museus, originant la seva passió per l'art, arquitectura i cultures estrangeres. El 1998 va començar a dissenyar mobles exclusius per als seus familiars i amics. El 2004 va crear una col·lecció de moda.
El 2008 va visitar a Heidi Klum i als participants del programa Next top model alemany a Barcelona amb una col·lecció "heavy metal". Així mateix va participar en una campanya de la revista Vogue amb Naomi Campbell i Marcus Schenkenberg.
El 4 de febrer de 2009, coincidint amb el 50 aniversari de la nina Barbie, Philipp va presentar, en el marc de la fira de la joguina de Nuremberg la seva Philip Plein-Barbie.

## Premis
- 2007: Guanyador del Premi Nacional de la Marca GQ de l'Any.[6]
- 2008: Guanyador del Premi Nous Rostres en la categoria Moda.[7]
- 2014: Guanyador del premi International Fashion Brand a Esquire Middle East Man en els seus Best Fashion Awards.[8]
- 2016: Guanyador del premi Home de l'Any en moda de GQ Alemanya.[9][10]
- 2016: Guanyador del International Fashion Award a la Monte-Carlo Fashion Week, presentat per H.S.H. Princesa Charlene de Mònaco.
- 2018: Guanyador del GQ British Man of the Year - Marca de l'any al museu modern TATE de Londres.[11]